# 薩默塞特 (內布拉斯加州)
薩默塞特（英語：Sutherland）是位於美國內布拉斯加州林肯縣的非建制地區。

## 歷史
薩默塞特的郵局於1887年設立，其後於1944年停運。

## 地理
薩默塞特所處的海拔為高於海平面884米（即2900英呎），而該地所採用的時區為UTC-6，即北美中部时区（CST）。同時該地設有夏令時間，為UTC-6調快一小時，即UTC-5（CDT）。